# Paul Rachubka
Paul Stephen Rachubka (San Luis Obispo, 21 maggio 1981) è un ex calciatore statunitense naturalizzato inglese, di ruolo portiere.

## Carriera

### Club
Ha militato in nella prima divisione inglese con la maglia del Manchester United, squadra in cui è cresciuto. Ha giocato anche nella prima divisione belga con l'Anversa e nella prima divisione indiana con i Kerala Blasters.

### Nazionale
Ha partecipato ai Mondiali Under-20 del 1999.